# 12 Baza Lotnicza
12 Baza Lotnicza – jednostka gospodarcza Sił Powietrznych, funkcjonująca w latach 2000–2010 w Mirosławcu. JW 3299.

## Historia
W 1950 roku lokalizację wojskowego lotniska w Mirosławcu uznano za odpowiednią w perspektywie obserwacji konfliktu Koreańskiego. W listopadzie 1952 roku bazował tutaj 52. Pułk Lotnictwa Szturmowego z samolotami Ił-10, a następnie B-33. Do 1960 roku przezbrojono je w wycofane MiG-15, S-102 oraz Lim-1 i Lim-2. W 1963 roku 53. Pułk Lotnictwa Myśliwsko-szturmowego otrzymał samoloty Lim-6bis.
W 1982 roku 8. Pułk Lotnictwa Myśliwsko-Bombowego otrzymał samoloty Su-22M4 i szkolno-bojowe Su-22UM3K, które zostały na stałe w listopadzie 1988 roku.  
W 1998 roku zlikwidowano szczebel dywizji lotniczych, formując w ich miejsce 1. Brygadę Lotnictwa Taktycznego z 8. i 40. Pułku Lotnictwa Myśliwsko-Bombowego. 
12 Baza Lotnicza powstała 1 stycznia 2000 roku. Wtedy to na bazie 8 Pułku Lotnictwa Myśliwsko-Bombowego, 40 batalionu zaopatrzenia i 42 batalionu łączności powstały dwie jednostki stacjonujące w Mirosławcu: 12 Baza Lotnicza i 8 Eskadra Lotnictwa Taktycznego.
Święto jednostki obchodzone było 4 września. Dzień ten ustalono decyzją Ministra ON nr 239/MON z 27 sierpnia 2003.
23 stycznia 2008 roku podczas podchodzenia do lądowania w pobliżu lotniska wojskowego w Mirosławcu rozbił się samolot CASA C-295M. W wyniku katastrofy zginęło 20 osób: cała załoga oraz wszyscy pasażerowie (m.in. gen. bryg. pil. Andrzej Andrzejewski i płk mgr pil. Jerzy Piłat – dowódca 12 Bazy Lotniczej).
W roku 2008 zatwierdzona została odznaka pamiątkowa bazy (decyzja nr 558/MON z 17 grudnia 2008).
W 2009 roku 1. Brygada Lotnictwa Taktycznego została przeformowana w 1. Skrzydło Lotnictwa Taktycznego.
W związku z reorganizacją w Siłach Powietrznych 31 grudnia 2010 roku 12 Baza Lotnicza została rozformowana. 1 stycznia 2011 roku na jej bazie została sformowana 12 Komenda Lotniska.

## Dowódcy
- ppłk dypl. nawig. Witold Antosik (od sformowania – styczeń 2002 )
- ppłk dypl. inż. Zdzisław Ostasz (styczeń 2002 – kwiecień 2003 )
- płk dypl. pil. Piotr Tusza (kwiecień 2003 – wrzesień 2005 )
- płk mgr pil. Jerzy Piłat (wrzesień 2005 – 23 stycznia 2008 )
- płk pil. mgr inż. Wojciech Pikuła (5 kwietnia 2008 – 5 maja 2010 )
- cz. p.o. ppłk dypl. Zbigniew Wolewicz (5 maja 2010 – do rozformowania)

## Struktura
- sztab i dowództwo,
- Wojskowy Port Lotniczy – Mirosławiec,
- dywizjon dowodzenia,
- dywizjon techniczny,
- dywizjon zabezpieczenia.